# روزانا رايموند
روزانا رايموند (بالإنجليزية: Rosanna Raymond)‏ هي فنانة وكاتِبة وشاعرة نيوزيلندية، ولدت في 1967 في أوكلاند في نيوزيلندا.